# Quxi, Guangdong
Quxi (kinesiska: 曲溪) är ett stadsdelsdistrikt i sydöstra Kina. Det ligger i stadsdistriktet Jiedong i staden Jieyang i provinsen Guangdong,  omkring 330 kilometer öster om provinshuvudstaden Guangzhou. Antalet invånare är 104 265. Befolkningen består av 47 544 kvinnor och 56 721 män. Barn under 15 år utgör 16,0 %, vuxna 15-64 år 76 %, och äldre över 65 år 6,0 %.